# Amelia Shepherd
(Amelia Shepherd)
Amelia Frances Shepherd è un personaggio delle serie televisive Private Practice e Grey's Anatomy, interpretata da Caterina Scorsone.

## Biografia
Amelia è l'ultima di cinque figli (Nancy, Liz, Kathleen, Derek e Amelia Shepherd). Sua madre Carolyn Sheperd è stata un'infermiera di marina per 25 anni; suo padre, proprietario di un negozio, venne ucciso da due ladri perché non volle dar loro l'orologio che portava al polso, poiché era un regalo della moglie. Quel giorno Amelia e il fratello Derek erano nel retro bottega e assistettero alla scena. Amelia racconta a una paziente che cominciò all'improvviso a preoccuparsi per sua madre, di quanto fosse triste o di quanto le mancasse il marito. Smise di essere figlia, la madre per questo cercava di tenerla sempre occupata pensando che così non si sarebbe preoccupata, ma così facendo diventò occupata e preoccupata al tempo stesso, rendendo la situazione insostenibile. Amelia sin da giovane soffre di tossicodipendenza. Arrivò, infatti, a distruggere la Mustang del fratello sotto effetto di alcool e pillole, che si era prescritta rubando il ricettario di Derek. In quell'occasione una volta a casa finì in overdose, morendo per 3 minuti. Venne rianimata da Derek. Ha studiato alla Harvard University e alla Johns Hopkins University. In seguito alla morte del fratello Derek ottiene il suo posto di primario di neurochirurgia al Grey Sloan Memorial Hospital a Seattle, città nella quale si trasferisce e inizia a lavorare da pochi anni addietro. Stringe una relazione sentimentale con il chirurgo d'urgenza Owen Hunt con il quale convola a nozze, le seconde per lui dopo il divorzio con Cristina Yang. Spaventata dai forti sentimenti che prova per Owen, la Shepherd dovrà capire se lasciarsi andare e amare come mai prima d'ora, o se ricadere in vecchie abitudini. Infatti, dopo la morte del fratello per Amelia è ricominciato un incubo. Con il costante fantasma della tossicodipendenza che aleggia su di lei e contro il quale combatte, per Amelia è difficile gestire le proprie emozioni. Nell'elaborare il lutto la Shepherd entra in costante conflitto con Meredith, assieme alla quale oggi vive. Dopo l'ennesima lite coniugale, Amelia viene cacciata di casa, e si ritrova sola come mai prima d'ora. Il ritorno della sorella scomparsa di Owen in Afghanistan permette il ricongiungimento sia dei due fratelli lontani per ben dieci anni, sia di Amelia e Owen. La scoperta, avvenuta per caso, di un tumore cerebrale risconvolge nuovamente la vita della coppia e di Amelia. Un suo collega e caro amico Thomas Koracick rimuove il tumore; lei e Owen divorziano a causa di un figlio che il suo ex marito ha avuto con la sua amica Teddy Altman, Amelia inizia a uscire assieme al chirurgo ortopedico Atticus Lincoln "LINK", nella 17 esima stagione hanno un figlio Scuot Derek Sheperd Lincoln, Link e Amelia si occupano per alcuni mesi dei figli di Meredith e successivamente vanno a convivere, Amelia è spaventata e teme una ricaduta, a una probabile proposta di matrimonio dubita subito di un futuro. 

## Storia (Private Practice)
Amelia, sorella del famoso neurochirurgo Derek Shepherd, è protagonista della serie televisiva Private Practice e successivamente anche di Grey's Anatomy (entrambe create da Shonda Rhimes), e ha altre tre sorelle Nancy, Kathleen e Lizzie Shepherd. Vive a Los Angeles e lavora come neurochirurgo all'Oceanside Wellness Center e nell'ospedale St. Ambrose. È stata assunta da Naomi Bennett ed è entrata a far parte della serie come regular solamente dalla quarta stagione.
A Los Angeles riscopre l'amicizia preziosa di Addison Montgomery, ex moglie di suo fratello Derek, che è per lei come una sorella maggiore. Amelia è giovane e presuntuosa ma dimostra di essere all'altezza dei suoi vanti eseguendo procedure complesse con straordinaria abilità. La sua grande energia finisce col coinvolgere i colleghi che si abituano all'"Uragano Amelia" alle sue idee geniali e la sua caotica frenesia. Si sente particolarmente coinvolta nella vita di Addison e fa di tutto affinché quest'ultima non si arrenda sul fronte sentimentale spingendola a seguire il suo cuore. Più volte, seguendo i consigli di Addison, tenta di riallacciarsi alla sua famiglia infatti, nonostante il suo essere uno stimato neurochirurgo, viene considerata la pecora nera della famiglia per via dei suoi trascorsi da tossicodipendente. Inoltre suo fratello la vede ancora come la bambina che ha dovuto proteggere dalla morte del padre in una sparatoria e, per proteggerla, la allontana dalla sua vita. In una delle sue ricadute si innamora di Ryan Kerrigan. Dopo aver accettato la proposta di matrimonio di Ryan e aver deciso di disintossicarsi insieme, lui muore.
Qualche tempo dopo essersi disintossicata, scopre di aspettare il figlio di Ryan e, dopo molte riflessioni, decide di tenerlo. Amelia scopre di aspettare un bambino anencefalico e, per tale motivo, decide di donare gli organi del piccolo dopo la nascita. Durante la gravidanza attraversa un periodo di scombussolamento che la porta ad allontanare chiunque tranne Jake Riley che diventa il suo ginecologo e amico. Il giorno del parto tutti i suoi amici si stringono attorno a lei e, persino i più riluttanti, decidono di aiutarla nel donare gli organi del figlio. Durante il parto si riconcilia con Addison Montgomery, dalla quale si era allontanata essendo gelosa del figlio sano di quest'ultima. Nell'ultima stagione di Private Practice si trova coinvolta nella vita di Addison e di suo figlio nel ruolo di zia. Nonostante il suo grande dolore e il suo continuo pensare a Ryan, finisce col cedere alla corte insistente da parte del nuovo medico del St.Ambrose, James Peterson, e per innamorarsi nuovamente.

## Storia (Grey's Anatomy)
Nella settima stagione, Amelia è una guest star. Viene infatti a trovare il fratello Derek, a cui il killer Gary Clark aveva sparato al cuore. Vi è poi una riappacificazione tra i due, visto che Derek e gli altri Shepherd la consideravano la pecora nera della famiglia a causa dei suoi problemi passati di droga. Trascorre inoltre una notte con Mark Sloan che conosceva già, essendo stato il miglior amico del fratello.
Nell'ottava stagione, Amelia torna per un consulto col fratello. Vuole infatti salvare la vita di Erica Warner, madre del figlio di Cooper Freedman, suo collega alla Oceanside Wellness Group. Derek le dice che è impossibile ma alla fine, con l'aiuto di Lexie Grey, la Shepherd trova una soluzione.
Verso la fine della decima stagione, Amelia inizia a lavorare al Grey-Sloan e diventa un personaggio ricorrente. Si affezionerà molto ai nipoti Zola e Bailey e alla fine confessa a Meredith che vuole rimanere a Seattle, lasciando il suo lavoro a Los Angeles e il suo fidanzato che vive lì.
Nell'undicesima stagione, la Shepherd è nel cast principale e diventa il nuovo primario di neurochirurgia dopo il trasferimento del fratello a Washington. Per riparare il matrimonio con Meredith però, Derek torna a Seattle e vuole riprendere il comando del reparto. Amelia è decisa a non lasciare il posto e questo le causerà attriti col fratello. Il posto di primario di neurochirurgià andrà poi a lei, a seguito della morte di Derek, deceduto in un incidente stradale mentre andava a Washington per lasciare definitivamente il programma NIH sulla mappature del cervello. Amelia si avvicinerà molto ad Owen Hunt ma poi questo andrà a prestare soccorso in guerra.
Nella dodicesima stagione, Amelia va a convivere con Meredith, i suoi figli e Maggie (con cui ha stretto amicizia) e inizia una relazione tra alti e bassi con Owen. Ha varie discussioni con Meredith per il fatto che quest'ultima scelse di staccare la spina a Derek senza prima informarla, ma alla fine le due si riappacificano. A fine stagione, Amelia scappa dal suo matrimonio con Owen, poi però torna capendo di amarlo e i due si sposano.
Nella tredicesima stagione, Amelia crede di essere rimasta incinta di Owen. Il test di gravidanza risulta però negativo e lei ne è sollevata. Rivive infatti la sua passata gravidanza che portò alla nascita di un bambino anacefalo durante le vicende narrate in Private Practice. Dopo una lite con Owen sull'argomento figli, Amelia va a casa della sua specializzanda Stephanie Edwards. In seguito, si trasferisce nuovamente da Meredith e prende un periodo di aspettativa dal lavoro, spaventando Owen che non sa se il loro matrimonio sia finito o meno. 
Nella quattordicesima stagione, Amelia decide di lasciare Owen. Si scoprirà però che Megan, la sorella di Owen creduta morta da anni, in realtà è viva. Questo farà riavvicinare momentaneamente i due, inoltre la coppia si riavvicina anche a causa del tumore al cervello che Amelia scopre di avere a inizio della quattordicesima stagione. Tuttavia una volta guarita, grazie all'operazione di Thomas Koracick, vecchio amico e collega, Amelia capisce che lei ed Owen sono solo buoni amici ormai e decidono quindi di divorziare. 
Amelia sprona inoltre Owen ad andare in Germania da Teddy, perché convinta che lui la ami, ma quando l'uomo torna a Seattle e decide di prendere in affidamento un bambino, Leo, Amy cerca di aiutarlo il più possibile; in più fa la conoscenza della madre biologica di Leo, una ragazza tossicodipendente, di nome Betty, che le ricorda molto se stessa da giovane. Amelia decide così di prendere la ragazza sotto la propria ala, e con Owen e Leo costruiscano una strana ma affettuosa nuova famiglia, infatti i due chirurghi sentono di provare ancora qualcosa l'uno per l'altra. 
Nella quindicesima stagione Amelia e Owen vivono felici nel loro nuovo equilibrio, tuttavia un giorno Teddy arriva a Seattle, e dopo un po' rivela di essere incinta di Owen, con cui era stata durante la sua visita in Germania. Owen dice ad Amelia di voler far parte della vita del nascituro, ma che sceglie di restare con lei, tuttavia spesso i comportamenti dell'uomo verso Teddy sono ambigui agli occhi di Amelia, che dopo la partenza di Leo e Betty con i genitori della ragazza (che in realtà si chiama Britney e aveva mentito) decide quindi di allontanarsi da Owen; la stessa sera però i genitori di Betty riportano Leo a casa di Owen, affermando che i veri genitori del piccolo sono loro.
Nella stessa stagione Amelia intanto ha avuto un grande successo professionale: asportandole un tumore infatti ha salvato la vita a Catherine Avery, insieme al collega Thomas Koracick.
Nella sedicesima stagione stringe un bel rapporto col chirurgo ortopedico Atticus Lincoln (Link), torna dal suo ex Owen, ma avrà una storia con LInk che poi si scoprirà che aspetteranno un figlio che nascerà a fine stagione egli si chiamerà Scout Derek Sheperd Lincoln in onore di suo fratello morto in un incidente stradale.